# Danas Rapšys
Danas Rapšys, född 21 maj 1995, är en litauisk simmare.

## Karriär
Rapšys tävlade i tre grenar för Litauen vid olympiska sommarspelen 2016 i Rio de Janeiro. Han blev utslagen i försöksheatet på både 100 och 200 meter ryggsim. Rapšys var även en del av Litauens lag som blev utslagna i försöksheatet på 4×100 meter medley.
I maj 2021 vid EM i Budapest tog Rapšys brons på 400 meter frisim med tiden 3.45,39. Rapšys tävlade i fyra grenar vid OS i Tokyo 2021. Han tog sig till final och slutade åtta på 200 meter frisim. Rapšys slutade även på 13:e plats på 400 meter frisim samt på 33:e plats på 200 meter medley och blev utslagen i försöksheatet i båda grenarna. Han var även en del av Litauens lag som blev diskvalificerade på 4×100 meter medley. I december 2021 vid korbane-VM i Abu Dhabi tog Rapšys silver på 400 meter frisim och brons på 200 meter frisim.
I december 2022 vid kortbane-VM i Melbourne tog Rapšys brons på 400 meter frisim. I december 2023 vid kortbane-EM i Otopeni tog han silver på 400 meter frisim samt brons på både 200 meter frisim och 200 meter medley.
I februari 2024 vid VM i Doha tog Rapšys silver på 200 meter frisim. Vid EM 2024 i Belgrad tog han silver på 200 meter frisim samt var en del av Litauens lag som tog guld och noterade ett nationsrekord på 4×200 meter frisim.

## Personliga rekord
| Långbana (50 meter) - 50 meter frisim – 23,16 (Alytus, 27 mars 2015) - 100 meter frisim – 49,04 (Tokyo, 3 augusti 2019) - 200 meter frisim – 1.44,38 (Singapore, 17 augusti 2019) 0NR0 - 400 meter frisim – 3.43,36 (Budapest, 12 maj 2019) 0NR0 - 800 meter frisim – 7.59,34 (Stockholm, 15 april 2019) 0NR0 - 50 meter ryggsim – 25,28 (Rom, 8 augusti 2017) - 100 meter ryggsim – 53,79 (Bukarest, 28 maj 2017) 0NR0 - 200 meter ryggsim – 1.56,11 (Budapest, 27 juli 2017) 0NR0 - 100 meter fjärilsim – 52,81 (Antwerpen, 20 januari 2018) - 200 meter medley – 1.59,14 (Singapore, 16 augusti 2019) 0NR0 | Kortbana (25 meter) - 50 meter frisim – 21,92 (Abu Dhabi, 19 december 2021) - 100 meter frisim – 47,11 (Hangzhou, 15 december 2018) - 200 meter frisim – 1.40,85 (Köpenhamn, 14 december 2017) 0NR0 - 400 meter frisim – 3.33,20 (Glasgow, 4 december 2019) 0NR0 - 800 meter frisim – 7.57,72 (Anyksciai, 21 december 2017) 0NR0 - 100 meter ryggsim – 50,95 (Doha, 3 december 2014) 0NR0 - 200 meter ryggsim – 1.49,06 (Köpenhamn, 13 december 2017) 0NR0 - 100 meter fjärilsim – 50,79 (Anyksciai, 22 december 2017) 0NR0 - 200 meter fjärilsim – 1.54,35 (Köpenhamn, 17 december 2017) - 100 meter medley – 53,39 (Anyksciai, 5 maj 2017) - 200 meter medley – 1.53,37 (Indianapolis, 4 november 2022) - 400 meter medley – 4.13,38 (Anyksciai, 15 december 2016) |